# Stadio Neufeld
Lo stadio Neufeld (in tedesco Stadion Neufeld) è un impianto sportivo polivalente della città di Berna (Cantone di Berna) in Svizzera. La capienza dello stadio è di 14 000 spettatori di cui 3 000 seduti.
Prima della demolizione del Wankdorfstadion e durante la costruzione dello Stade de Suisse (dalla stagione 2001-2002 alla stagione 2004-2005), ha ospitato le partite casalinghe delle squadre del Young Boys Under 21. 
È attualmente il campo principale del FC Bern e del BSC Young Boys Frauen.
Ha ospitato i campionati europei di atletica leggera 1954.